# Ancien parlement grec
L'ancien parlement grec (grec moderne : Μέγαρο της Παλαιάς Βουλής, Mégaro tis Paleás Voulís ou simplement Paleá Voulí), situé rue Stadíou à Athènes, a abrité l’Assemblée nationale grecque entre 1875 et 1935. Il abrite désormais le musée d'histoire nationale d'Athènes.

## Histoire
Le site était occupé à l'origine par la maison du magnat et homme politique athénien Aléxandros Kontóstavlos (en). Après qu'Athènes est devenue la capitale de la Grèce en 1834, le roi Othon Ier l'a choisie comme résidence temporaire, en attendant la construction du palais royal (qui abrite actuellement le Parlement). En 1835, une grande salle de danse et de banquet a été ajoutée à la maison, et après la Révolution de 1843, qui a forcé le roi à accorder une constitution, l'Assemblée nationale s'y est réunie. En octobre 1854, cependant, le bâtiment a brûlé dans un incendie.

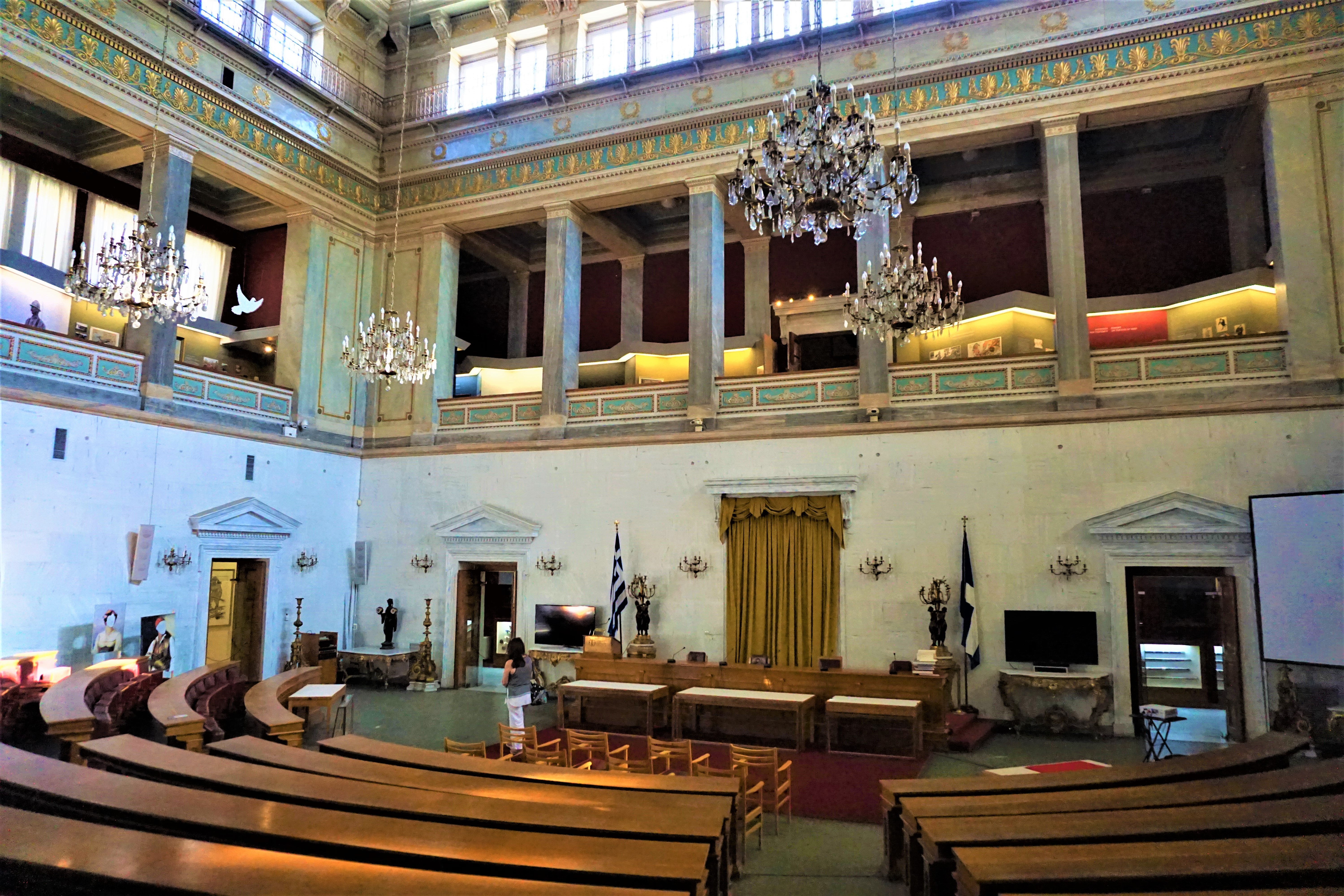
Hémicycle de l'ancien Parlement.

La construction d'un nouveau bâtiment débute en août 1858 ; la première pierre est posée par la reine Amélie, sur les plans de l'architecte français Florimond Boulanger. La construction est toutefois interrompue l'année suivante en raison du manque de fonds, et ne redémarre qu'après la destitution d'Othon en 1863. Les plans sont ensuite modifiés par l'architecte grec Panagiótis Kálkos (en), et la construction prend fin en 1875. Pendant ce temps, le Parlement avait été installé à l'arrière de la place dans un bâtiment en brique, érigé à la hâte en 1863, qui devint familièrement connu sous le nom de « bidonville » (η Παράγκα).
Le Parlement hellénique reste dans le bâtiment de 1875 jusqu'à son déménagement à son emplacement actuel, dans l'ancien palais royal, en 1935. En tant que tel, il a été témoin de certains des événements les plus turbulents et les plus importants de l'histoire de la Grèce moderne, notamment l'assassinat du Premier ministre Theódoros Deligiánnis sur les marches du Parlement le 13 juin 1905 et la proclamation de la République le 25 mars 1924. Après le déménagement du parlement, le bâtiment abrite le ministère de la Justice. En 1961, le bâtiment a subi une importante restauration et est devenu le siège du Musée d'histoire nationale, administré par la Société historique et ethnologique de Grèce.

## Le musée historique national
Le musée abrite la collection de la Société historique et ethnologique de Grèce (IEEE), fondée en 1882. Il s'agit de la plus ancienne collection de ce type en Grèce, exposée à l'origine dans le bâtiment principal de l'Université polytechnique nationale d'Athènes.
La collection contient des éléments historiques concernant la période allant de la prise de Constantinople par les Ottomans en 1453 à la Seconde Guerre mondiale, soulignant en particulier la période de la Révolution grecque et la création ultérieure de l'État grec moderne. Parmi les objets exposés figurent des armes, des effets personnels et des souvenirs de personnalités historiques, des peintures historiques d'artistes grecs et étrangers, des manuscrits, ainsi qu'une grande collection de costumes traditionnels des différentes régions de Grèce. La collection est exposée dans les couloirs et les salles du bâtiment, tandis que la grande salle centrale de l'Assemblée nationale est utilisée pour les conférences.

## Statue de Kolokotrónis

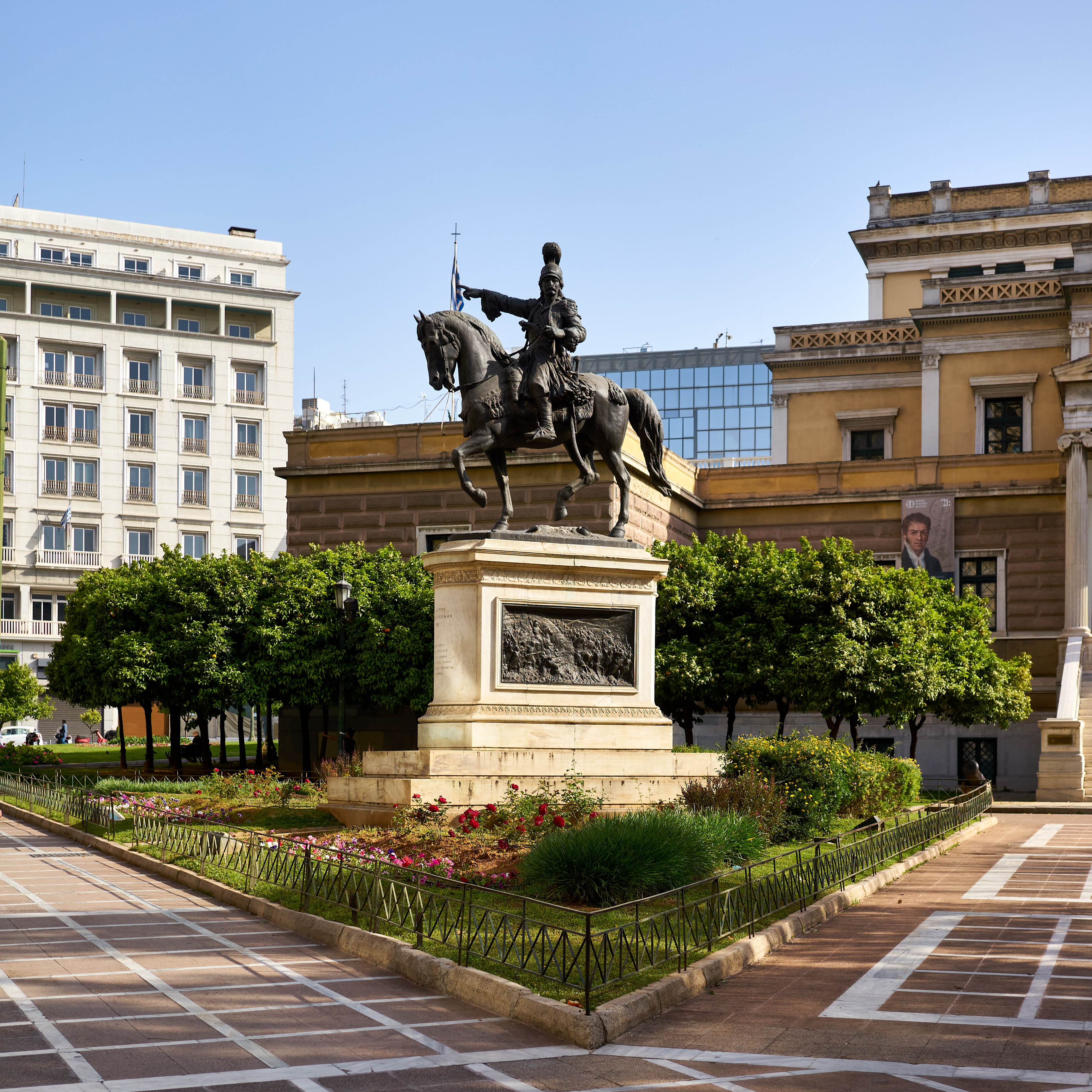
Statue en bronze de Theódoros Kolokotrónis, par le sculpteur Lázaros Sóchos, devant le Parlement.

Devant le bâtiment se dresse une grande statue équestre en bronze du général Theódoros Kolokotrónis. Placée, en 1904, au début de la rue Kolokotrónis, elle a été transférée à son emplacement actuel en 1954, lors de la restauration de l'ancien Parlement,. La statue fait face à la rue Stadíou ; Kolokotrónis tourne la tête vers le Parlement et sa main pointe dans la direction opposée, vers Constantinople. Cependant, selon une fable populaire, la direction pointée serait celle de Goudí, où se trouvaient les écuries royales au XIXe siècle, le héros de la Révolution montrant ainsi aux parlementaires qu'en raison de leur soumission au roi, les écuries étaient leur juste place.
Cette statue du commandant en chef de la Révolution de 1821 est une œuvre du sculpteur Lázaros Sóchos (1862-1911). Il s'agit d'un second tirage, coulé à Paris, dans la fonderie Thiébaut Frères, le premier tirage étant situé à Nauplie. Son piédestal présente des reliefs en bronze de la bataille des Dervénakia et d'une session du Sénat du Péloponnèse pendant la Révolution grecque.